# La Prairie (Illinois)
La Prairie és una població dels Estats Units a l'estat d'Illinois. Segons el cens del 2000 tenia 60 habitants.

## Demografia
Segons el cens del 2000, La Prairie tenia 60 habitants, 24 habitatges, i 18 famílies. La densitat de població era de 105,3 habitants/km².
Dels 24 habitatges en un 29,2% hi vivien nens de menys de 18 anys, en un 66,7% hi vivien parelles casades, en un 0% dones solteres, i en un 25% no eren unitats familiars. En el 25% dels habitatges hi vivien persones soles el 4,2% de les quals corresponia a persones de 65 anys o més que vivien soles. El nombre mitjà de persones vivint en cada habitatge era de 2,5 i el nombre mitjà de persones que vivien en cada família era de 3.
Per edats la població es repartia de la següent manera: un 26,7% tenia menys de 18 anys, un 3,3% entre 18 i 24, un 23,3% entre 25 i 44, un 26,7% de 45 a 60 i un 20% 65 anys o més.
L'edat mediana era de 39 anys. Per cada 100 dones de 18 o més anys hi havia 83,3 homes.
La renda mediana per habitatge era de 15.000 $ i la renda mediana per família de 14.375 $. Els homes tenien una renda mediana de 28.125 $ mentre que les dones 20.000 $. La renda per capita de la població era de 8.844 $. Aproximadament el 50% de les famílies i el 50,9% de la població estaven per davall del llindar de pobresa.

## Poblacions més properes
El següent diagrama mostra les poblacions més properes.